# 荒船山

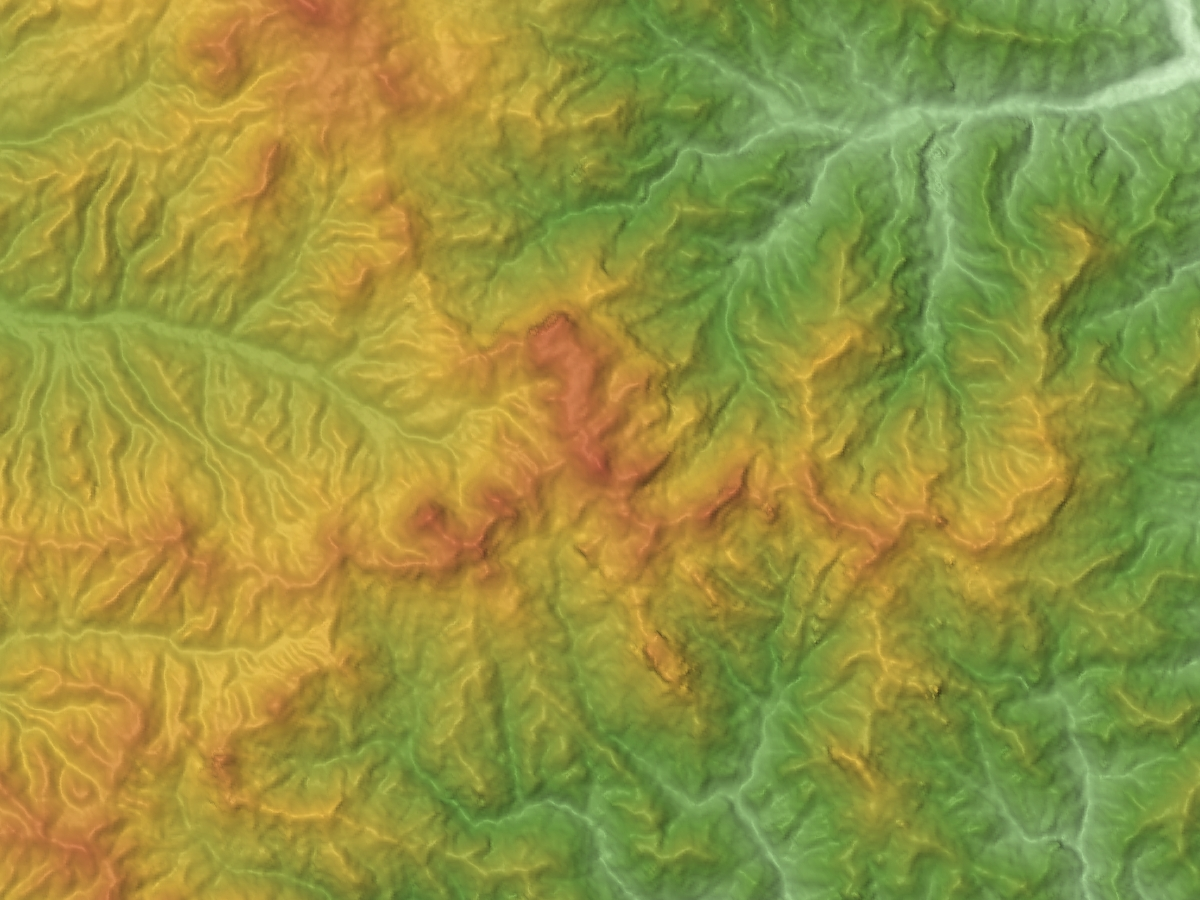
荒船山周辺の地形図

荒船山（あらふねやま）は、群馬県甘楽郡下仁田町と長野県佐久市に跨る山。最高地点は経塚山で標高1,422.7 mである。妙義荒船佐久高原国定公園に属している。日本二百名山のひとつ。

## 概説
周囲の険しい山々の中に平坦な頂上部をもつ山がそびえ、荒波を進む軍艦を思わせることから、その名が付けられたといわれている。
荒船山は妙義山とともに第三紀にできた本宿カルデラの一部である。地学用語でいうところの溶岩台地ではなく、浸食によって固い部分が残ったもので、こうした差別浸食でできた地形のことをメサという。
登山道は長野県佐久市、群馬県南牧村、下仁田町からのルートがあるが、このうち内山峠登山道は下仁田ジオパークのモデルコースになっている。
- 内山峠登山口
  - 鋏岩修験道場跡[2]
  - 一杯水[2]
  - 艫岩 - 崖下まで高さ約120 mの絶壁になっている[4]。
- 相沢口（相沢登山口）
  - 胸突き八丁 - 胸突き八丁と呼ばれる周辺は不規則で急な階段が続く[4]。
- 荒船不動登山口[3]（荒船不動尊登山口）[1]
  - 星尾峠

艫岩は垂直に切り立った岸壁で、崖下をのぞき込むなどした際に誤って転落する事故が絶えない。漫画家の臼井儀人が2009年に命を落としたのもこの場所である。
麓には世界遺産で史跡の荒船・東谷風穴蚕種貯蔵所跡（荒船風穴）がある。

## ギャラリー

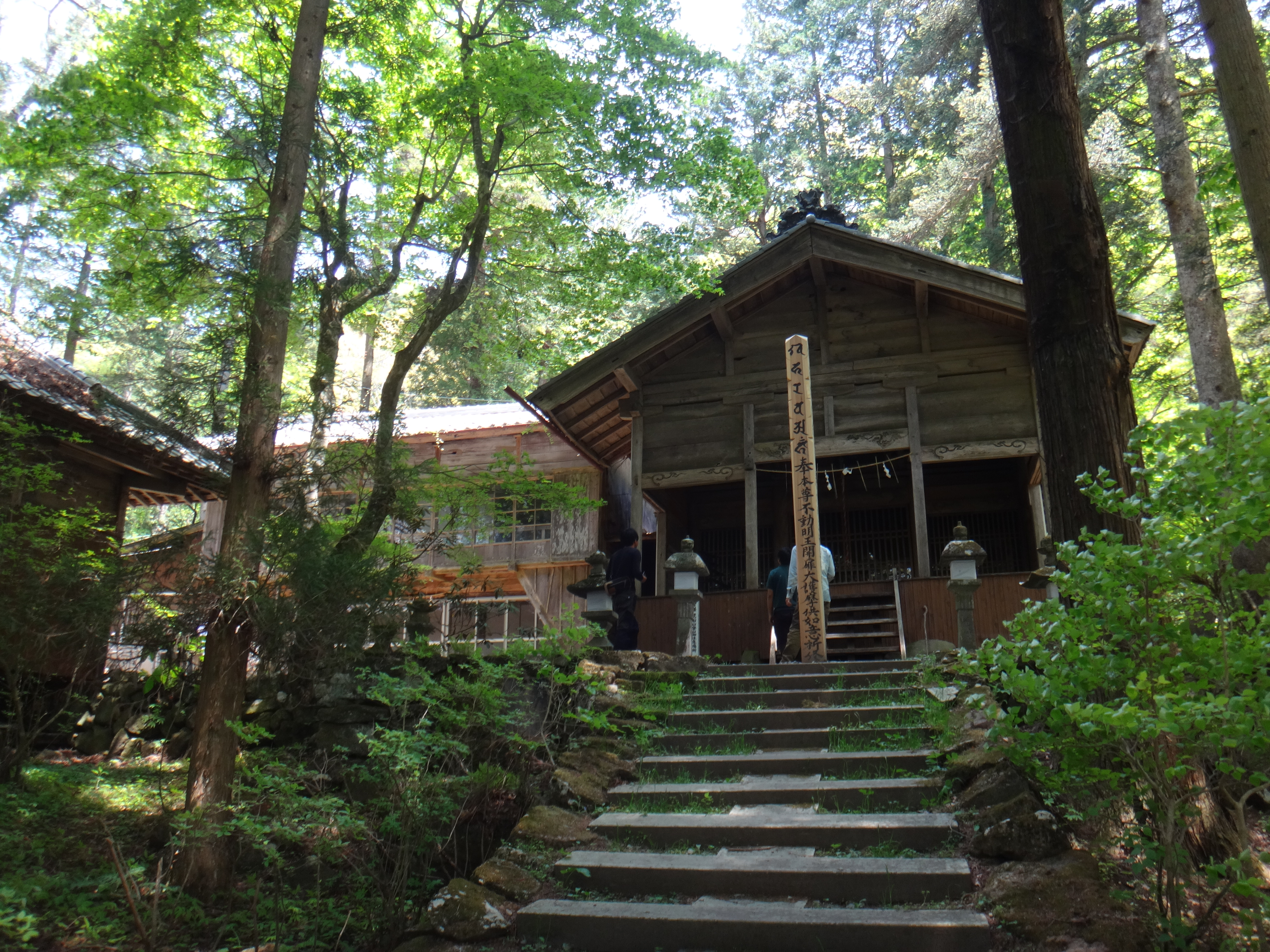
登山口の荒船不動
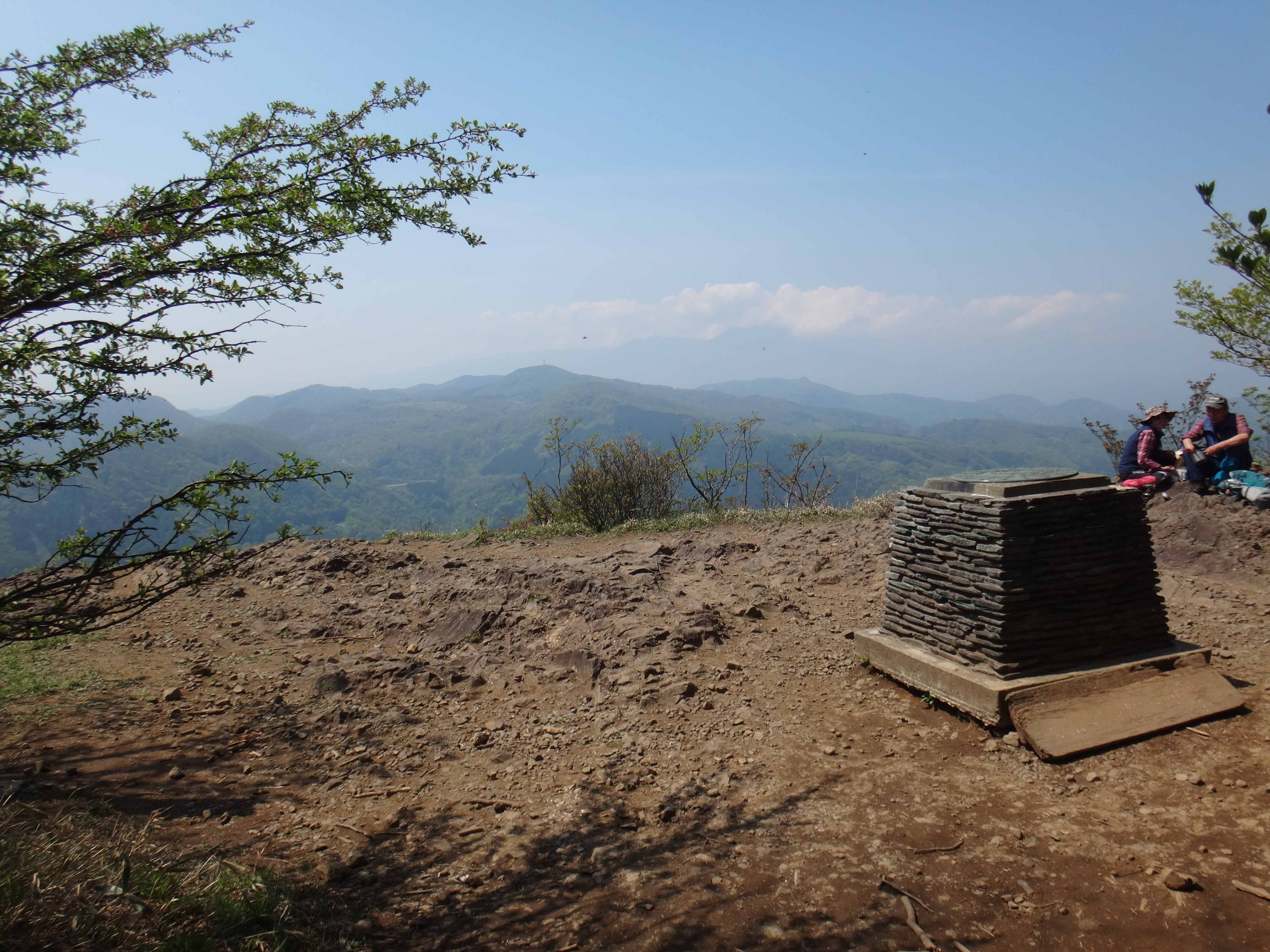
艫岩展望台
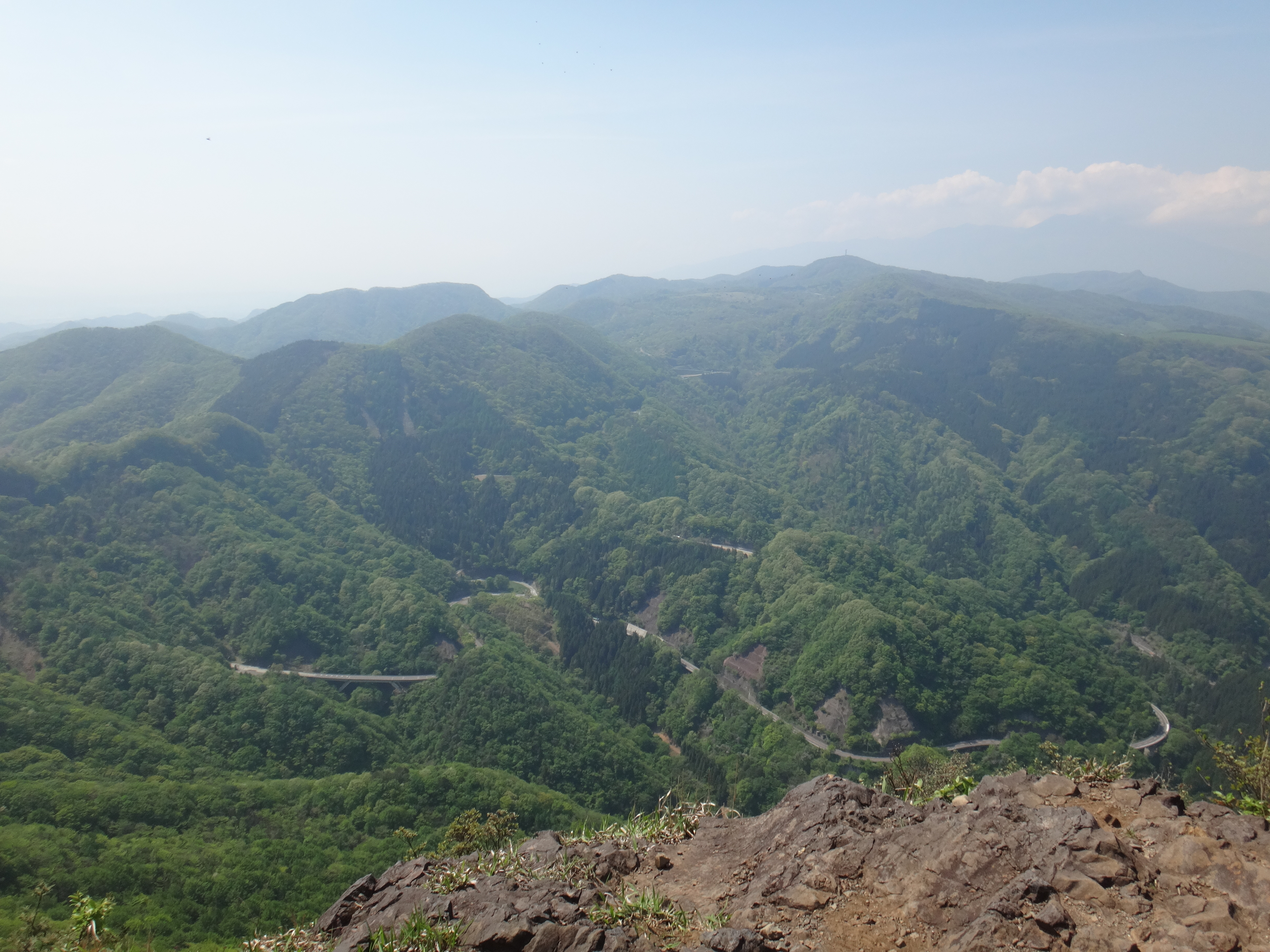
艫岩からの内山峠方面
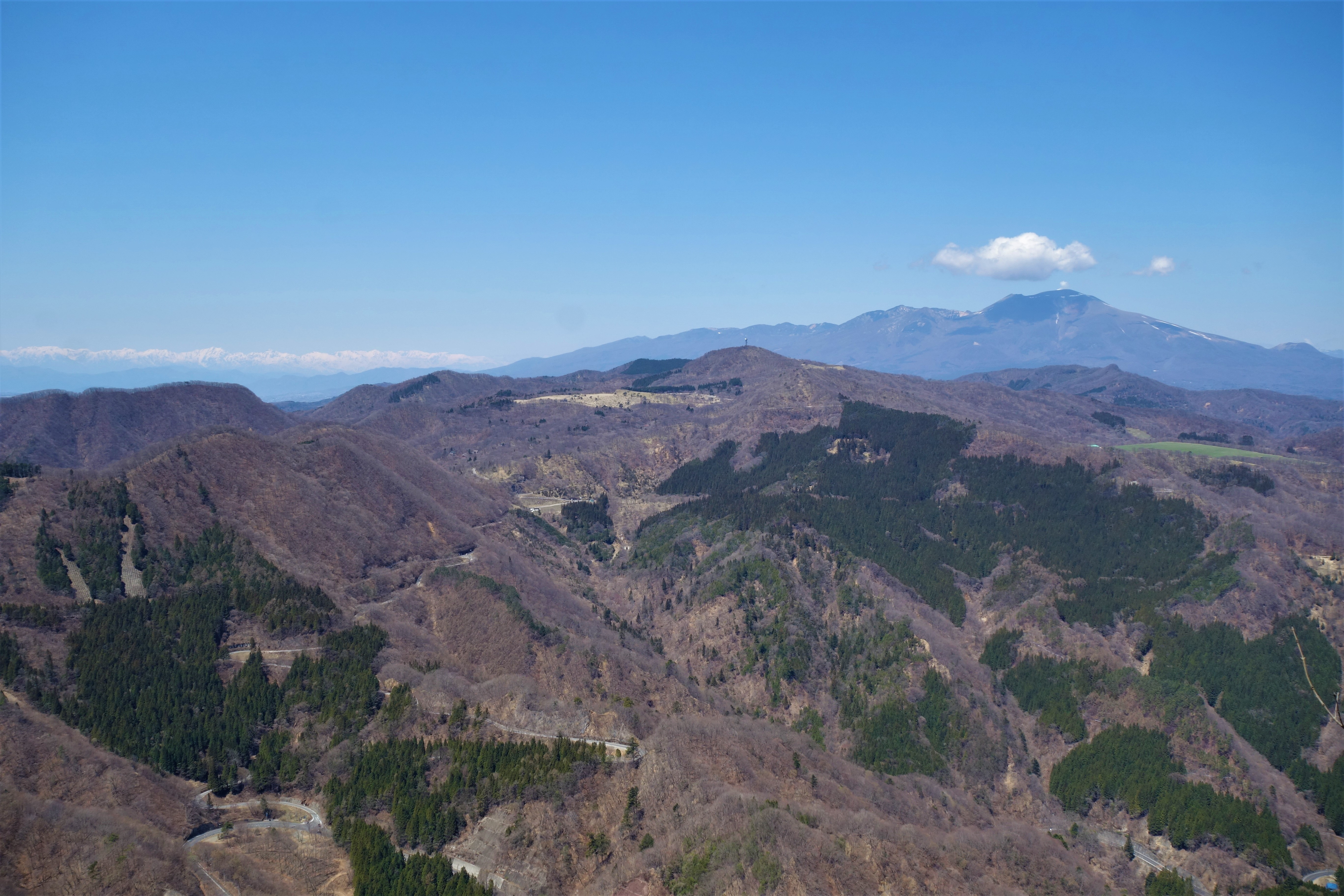
艫岩からの浅間山
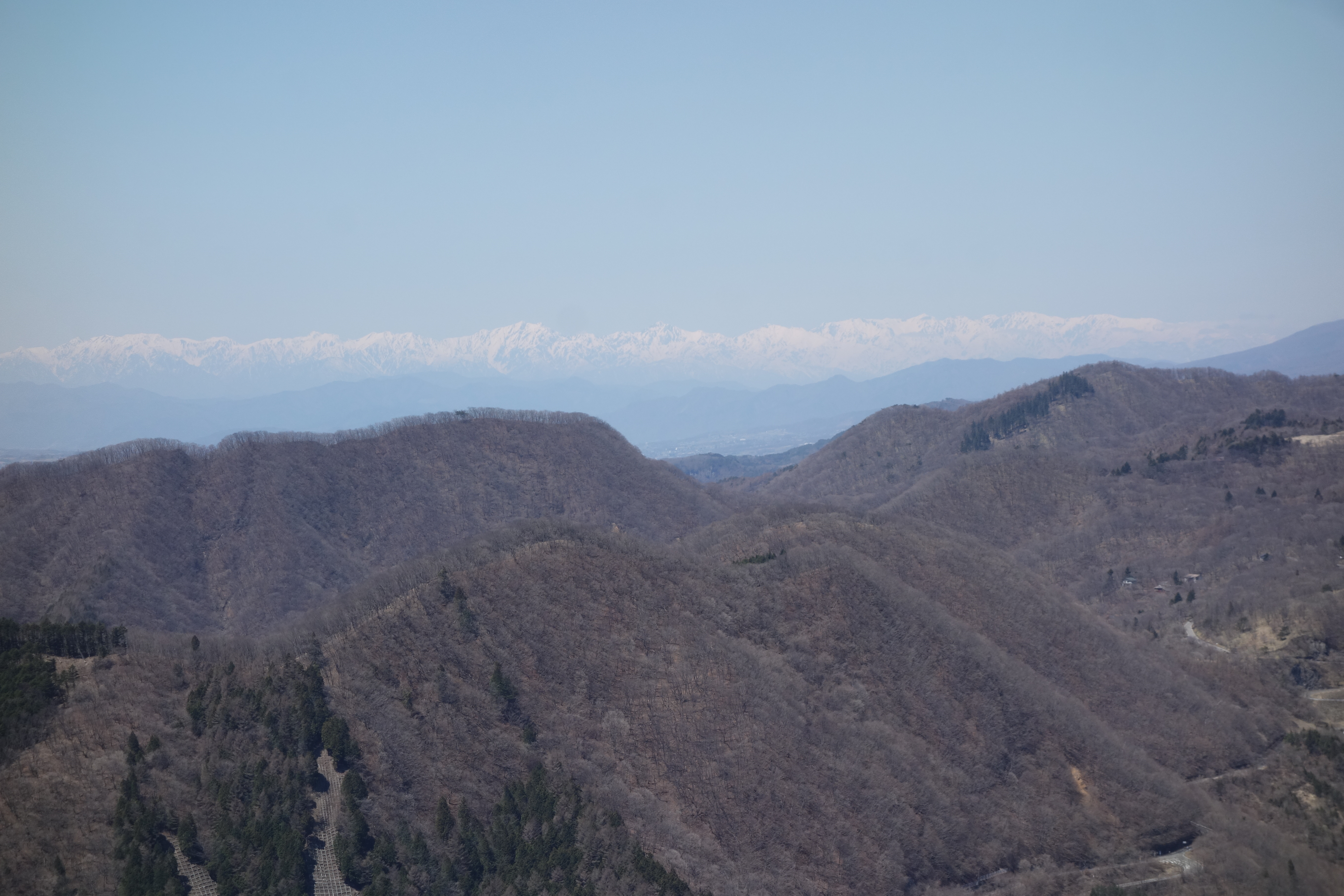
艫岩から北アルプス
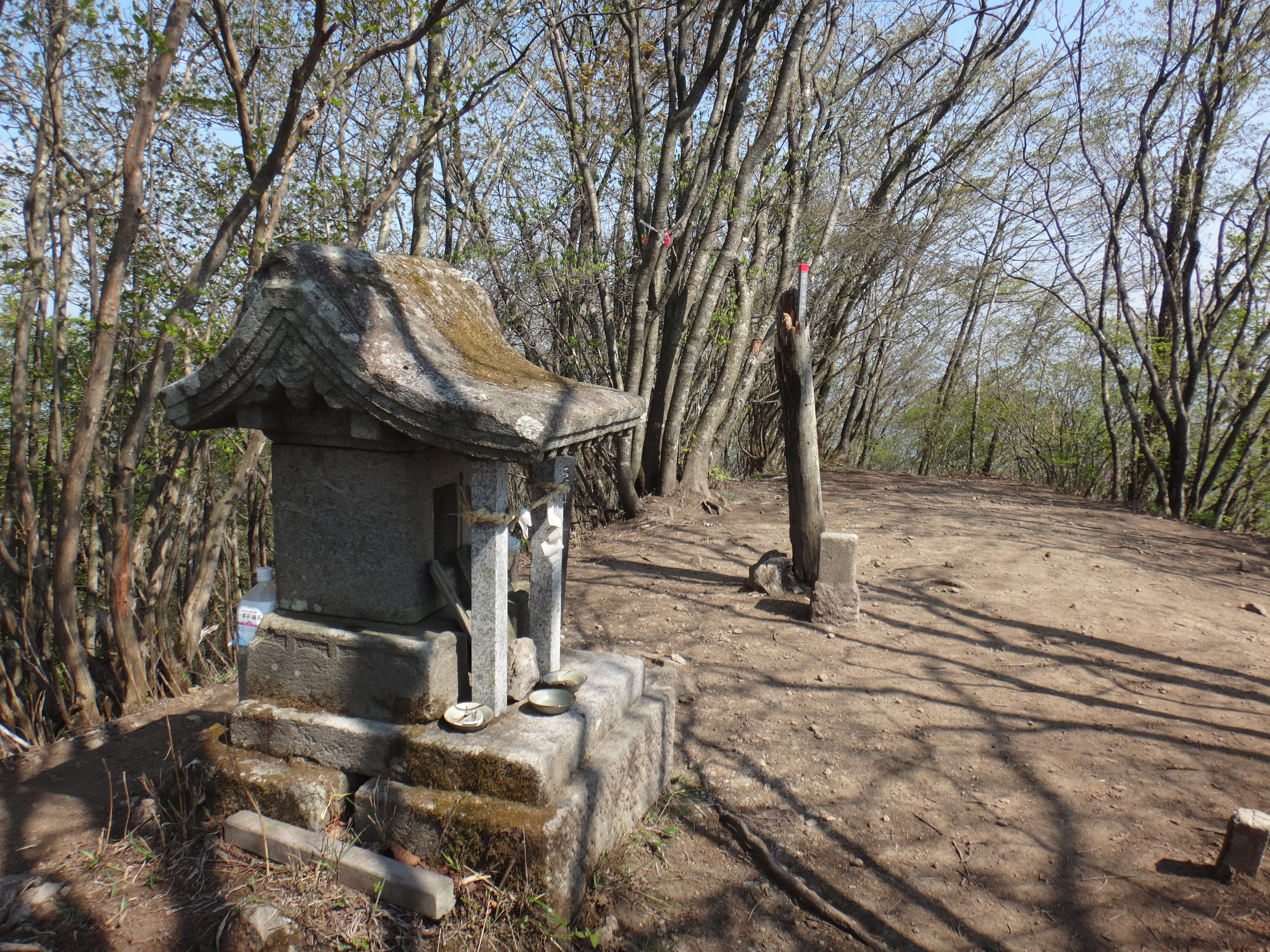
荒船山最高峰の経塚山
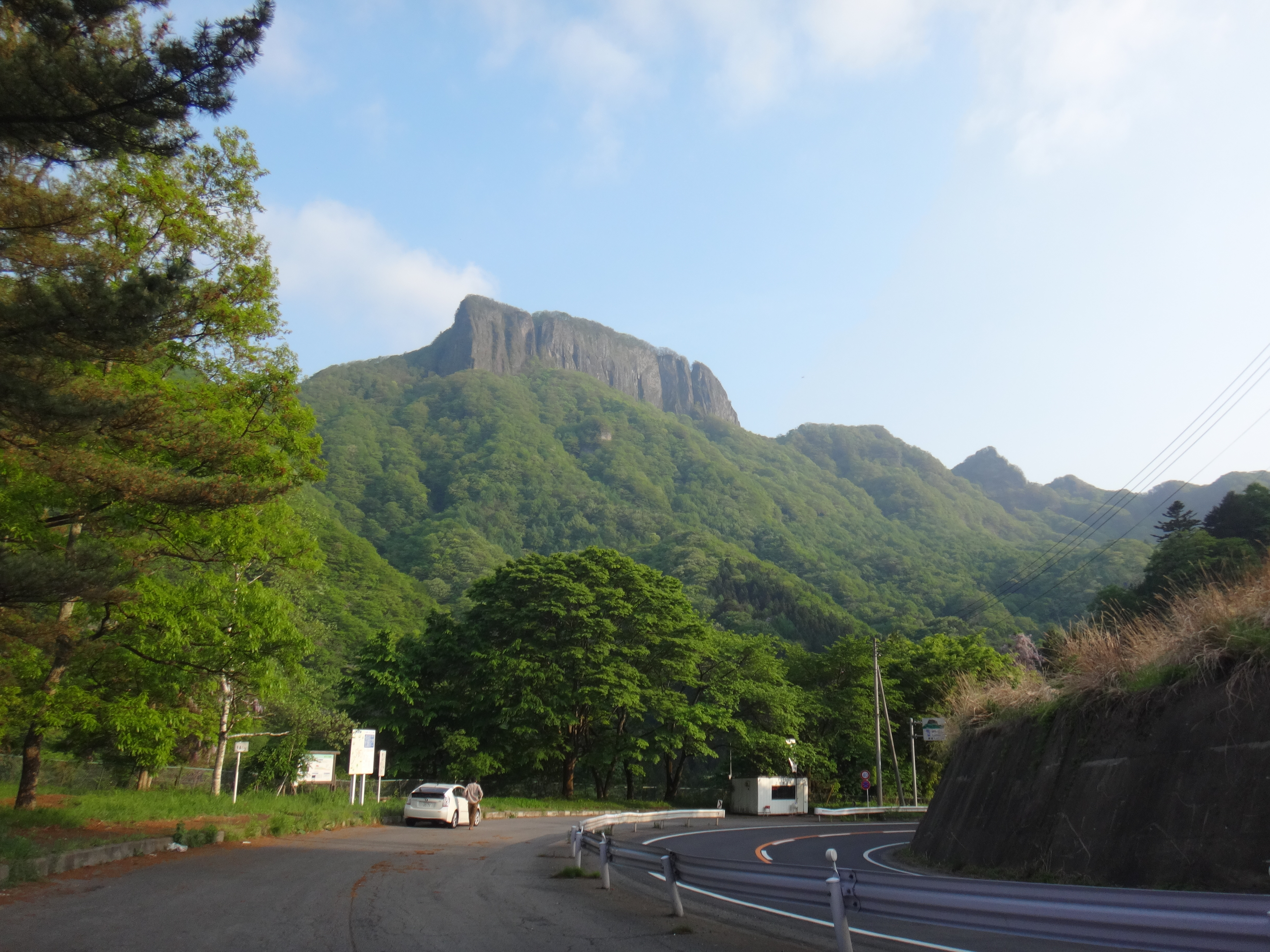
信州街道からの艫岩
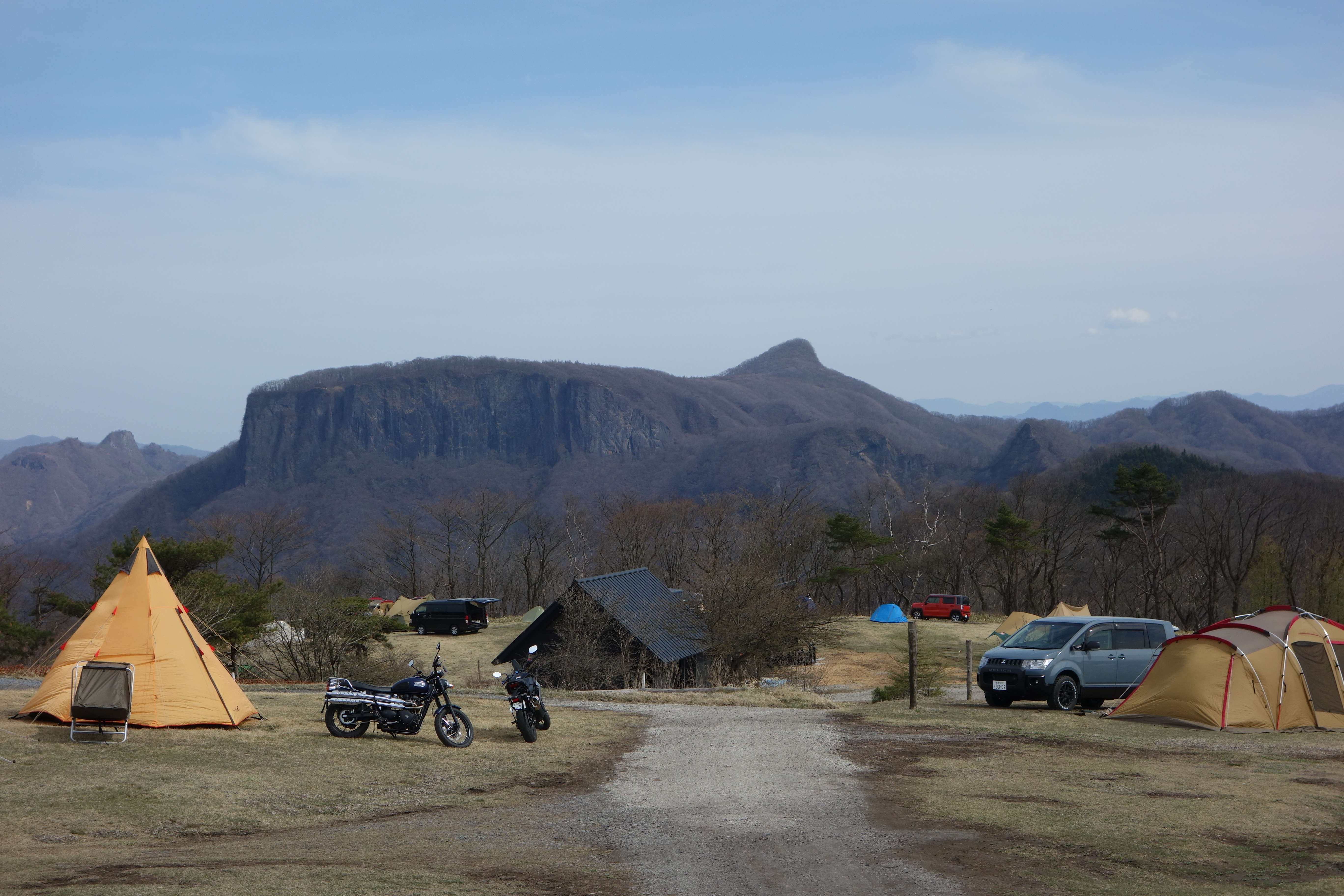
内山牧場からの荒船山
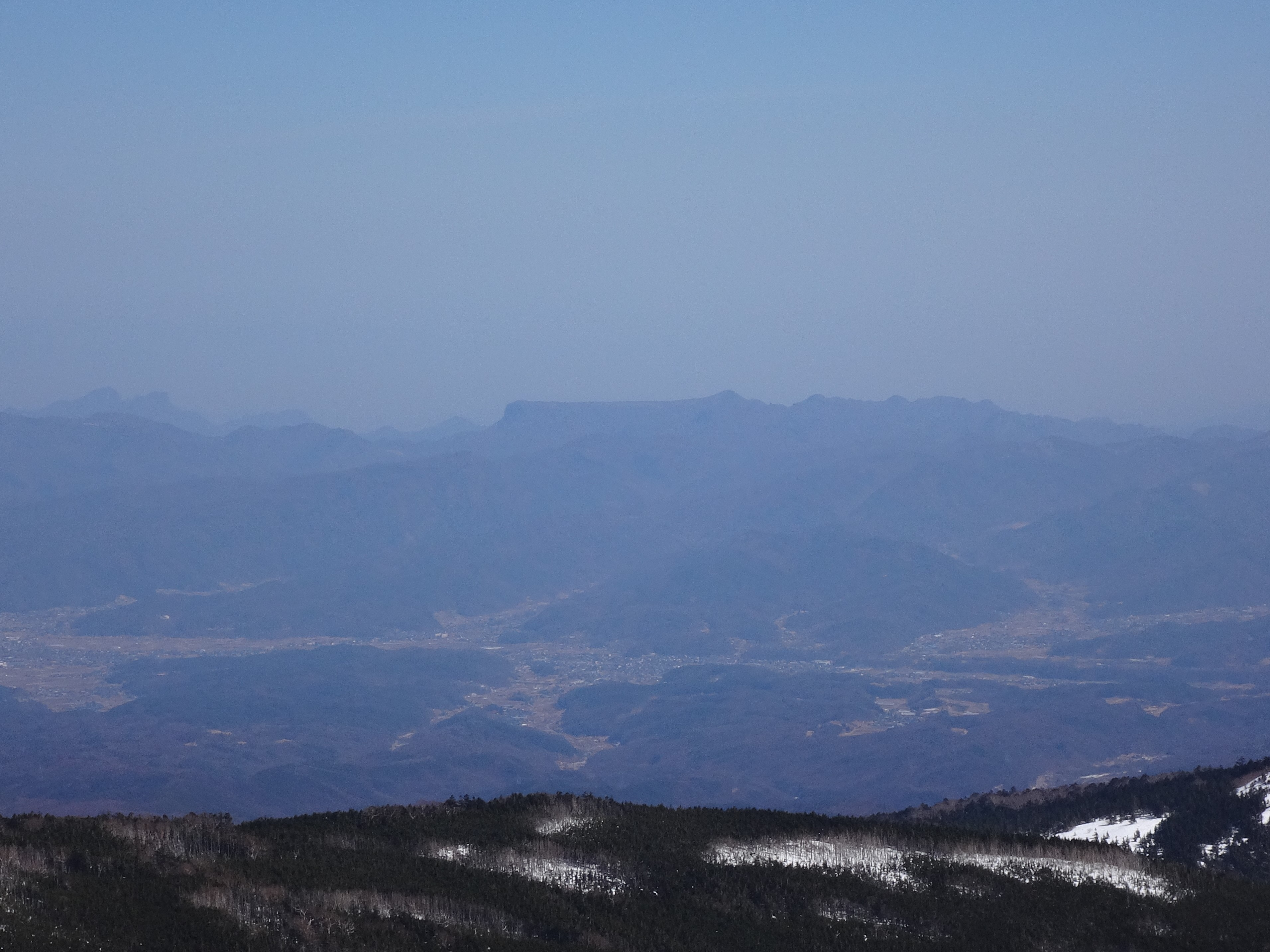
蓼科山からの荒船山
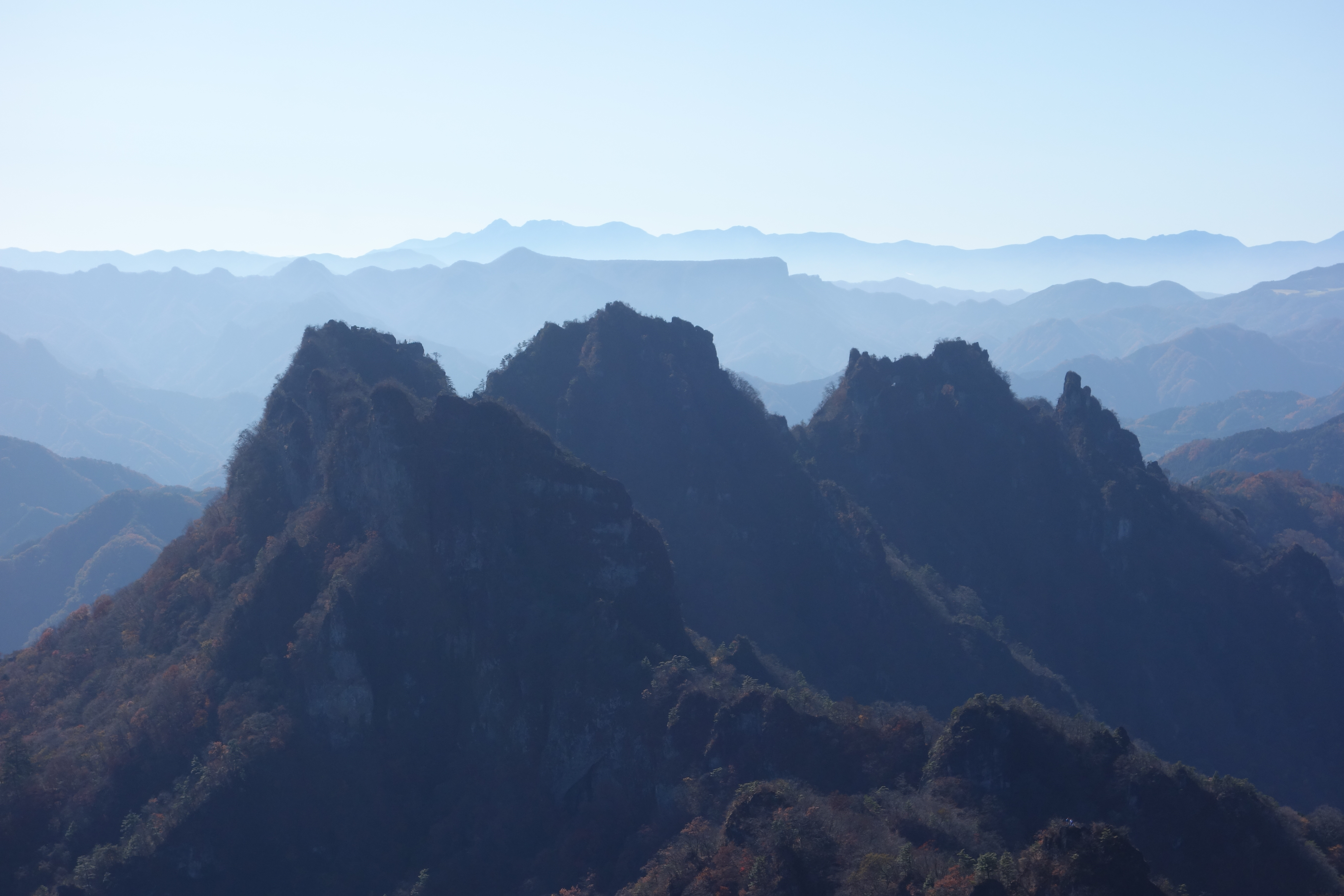
妙義山（相馬岳）からの金洞山（手前）と荒船山（奥）
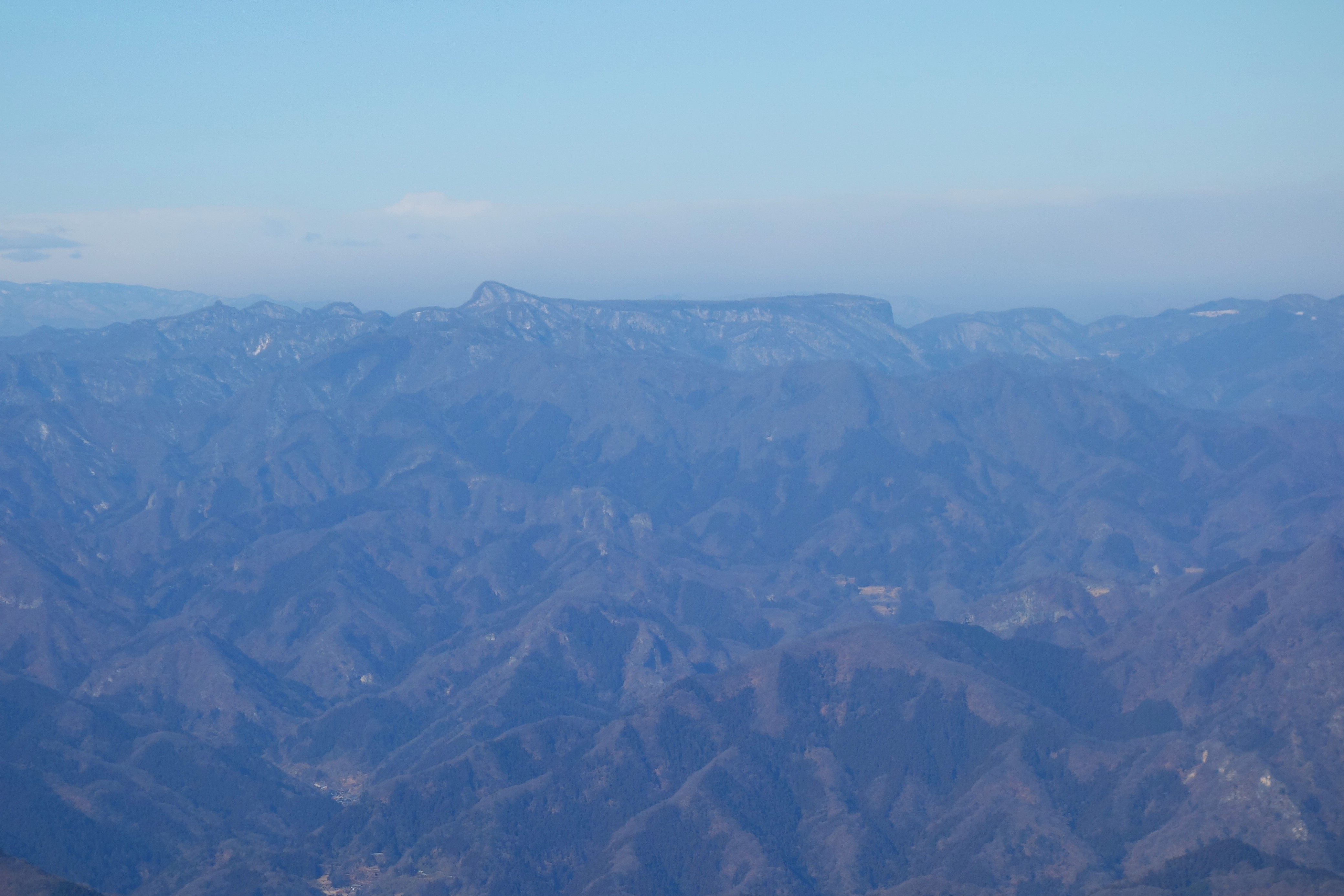
稲含山からの荒船山
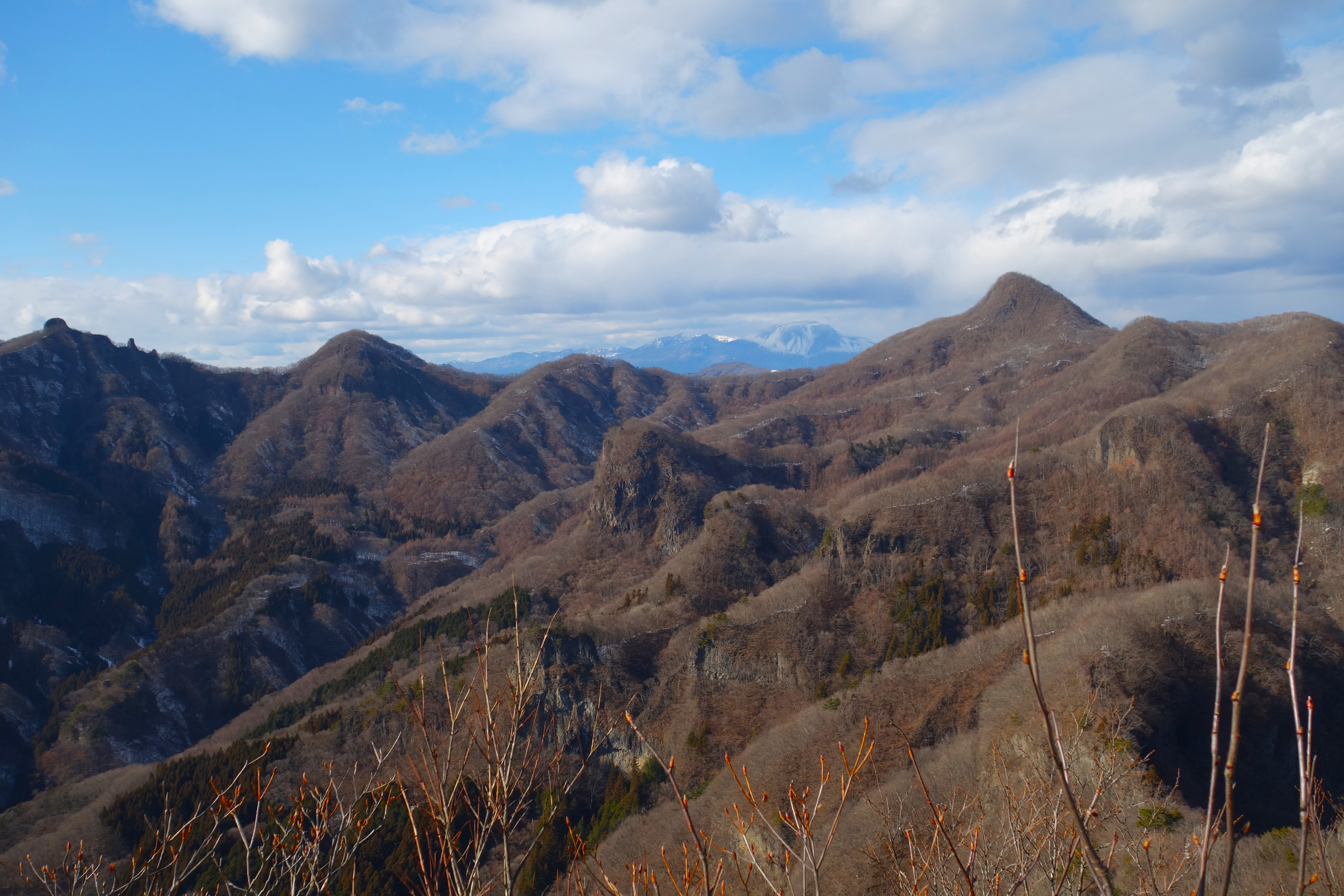
立岩から浅間山（中央奥）と荒船山（右手前）

## 伝承と信仰
- 南総里見八犬伝

曲亭馬琴の伝奇小説である南総里見八犬伝に荒芽山という山が登場するが、地理的描写から荒船山に比定される。作中、この荒芽山には音音の庵があり、巨田助友が襲撃を仕掛け、五犬士（犬塚、犬川、犬飼、犬田、犬山）の会同と離散の舞台となった。そして彼らは再会までに約5年の歳月をかけることになる。
- 荒船信仰

群馬県、長野県には、荒船山の名を冠した社寺等がいくつもある。中でも「荒船山出世不動尊」は特に有名だ。川中島合戦のとき武田信玄が、戦場にあった空海作と言われる不動尊を信州側の荒船山麓に遷した。これが「荒船山出世不動尊」であり、長野、群馬、埼玉の人々が中心となり、広く信仰し、「荒船講」を結成し、荒船山や関係社寺など信仰をしている。
- 荒船山の十四郎

江戸時代、荒船山に十四郎という「ニセ金作り」が住んでいた。ある年の大晦日の夜、佐久地方の貧しい家々に真新しい銭が投げ込まれた。この話が役人の耳に入り、十四郎は捕まり、処刑された。村人は十四郎の死を悲しみ冥福を祈った。十四郎のニセ金は見分けがつかぬまま明治まで使用されたという。
- 荒船山の亀松

荒船山麓の内山には明治時代の修身の教科書にものった「孝子亀松」の実話がある。天明8年（1788年）当時11歳の亀松（かめまつ）少年は、父親を襲うオオカミに対し、鎌一本で立ち向かい、オオカミの口に鎌を突き立て、父の危急を救った。この話は江戸にも聞こえ、幕府から呼び出され、褒美を貰ったというものである。